# ألان إيفانز (لاعب دارت)
ألان إيفانز (بالإنجليزية: Alan Evans)‏ هو لاعب دارت بريطاني، ولد في 14 يونيو 1949 في Rhondda ‏ في المملكة المتحدة، وتوفي في 11 أبريل 1999.

## وصلات خارجية
- ألان إيفانز على موقع DartsDatabase.co.uk (الإنجليزية)